# Belichtungsschaltuhr

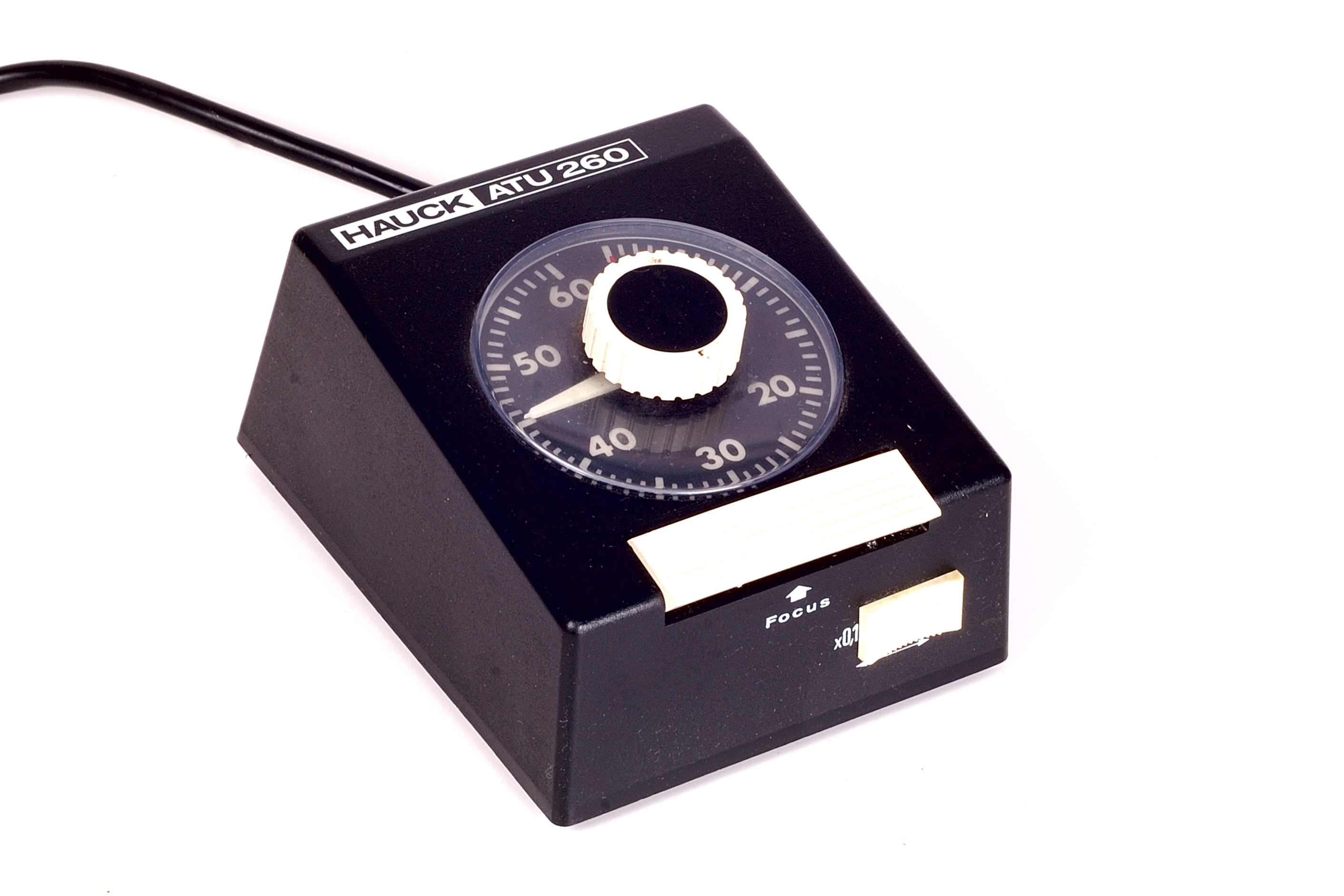
Belichtungsschaltuhr Hauck ATU 260

Eine Belichtungsschaltuhr (auch Fotolabor-Uhr, Schaltuhr für Fotolabor oder Dunkelkammer-Timer) ist eine im Fotolabor eingesetzte Kurzzeit-Schaltuhr. Sie dient der zeitgenauen Steuerung der Lampe im Vergrößerungsgerät. Sie wird oft auch (ungenau) als Laboruhr bezeichnet.
Dieses Gerät wird in der Fotografie verwendet, um die Prozesse der Vergrößerung von Negativen auf Papier zeitlich zu planen und sie in jedem Maßstab zu erstellen. Daran angeschlossen ist der Fotolaborvergrößerer, um sicherzustellen, dass die Dauer der Belichtungen auf empfindlichem Papier genau durchgeführt werden kann. Wenn die gewählte Zeit abgelaufen ist, wird der Vergrößerer ausgeschaltet oder ein Alarm ausgelöst, damit der Fotograf ihn ausschalten kann.
Anfangs waren es konventionelle Uhren, aber auf fortschreitende Weise wurden sie durch elektromechanische Zeitschaltuhren ersetzt, bis sie schließlich vollständig durch elektronische Geräte ersetzt wurden.

## Funktion
Nach Vorgabe einer Zeitspanne wird auf Knopfdruck die Stromzufuhr zum Vergrößerer für die gewünschte Dauer aktiviert und so ein exakter und reproduzierbarer Belichtungsvorgang durchgeführt. Der wählbare Zeitbereich liegt typischerweise zwischen 1/10 Sekunde bis zu einer oder mehreren Minuten. Die meisten Belichtungsschaltuhren verfügen auch über einen Schalter für Dauerlicht, was besonders für die Einrichtung des Bildausschnitts und die Fokussierung hilfreich ist.

## Bauformen
Je nach Ausführung wird die gewünschte Einschaltdauer per mechanischem Wählrad mit Skala oder einer Tipptastenanordnung nebst numerischer Anzeige eingestellt. Komfortablere Varianten erlauben die Vorwahl mehrerer Zeiten, welche gezielt auf Tastendruck abgerufen werden können.

## Mechanisch
Uhr für den mechanischen Einsatz zur Zeitmessung. Manuelle Timer werden normalerweise eingestellt, indem ein Drehrad auf das gewünschte Zeitintervall gedreht wird, wobei das Drehrad das Zifferblatt in einer Zugfeder speichert, um den Mechanismus zu betätigen. Sie funktionieren ähnlich wie ein mechanischer Wecker, die Energie der Zugfeder bewirkt, dass sich eine Unruh hin und her dreht. Jede Umdrehung des Rades gibt das Räderwerk frei, um einen kleinen, festen Betrag vorwärts zu bewegen, wodurch sich das Zifferblatt stetig zurückbewegt, bis es Null erreicht und dann ein Hebelarm eine Glocke schlägt. Der mechanische Vergrößerungstimer wurde in den 1920er Jahren mit einem Stabilisator erfunden, der sich gegen den Luftwiderstand dreht.

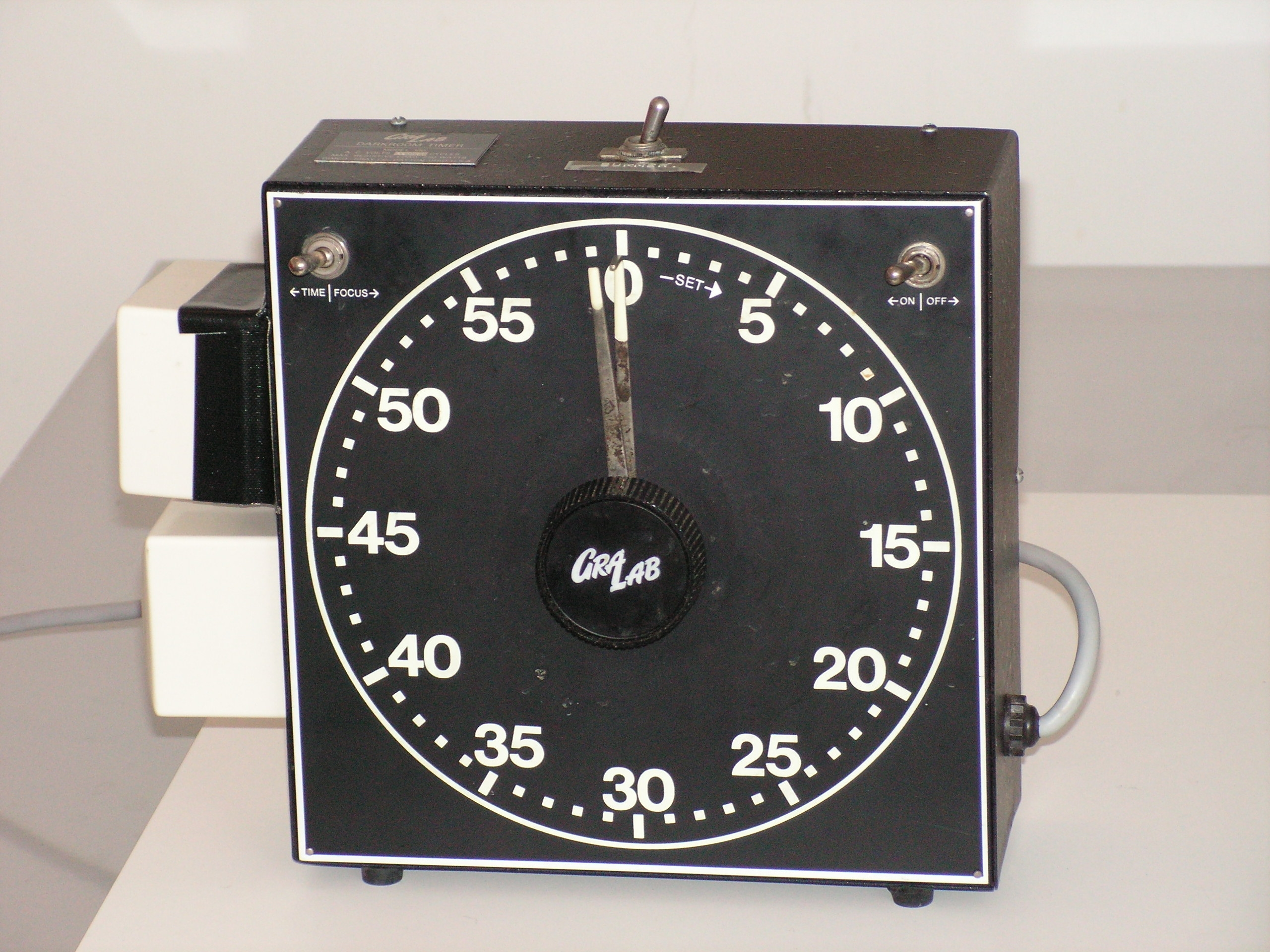
Belichtungsschaltuhr.

## Elektromechanisch
Kurzperiodische elektromechanische Zeitschaltuhren zum Vergrößern verwenden einen Mechanismus, der von einem Wechselstrom-Synchronmotor ohne elektronische Schaltung angetrieben wird. Wenn die gewählte Zeit verstrichen ist, wird der Vergrößerungsgerät mit Hilfe des Relais, das ihn eingeschaltet gehalten hat, getrennt.
Der elektrische Strom speist den Synchronmotor, der ein Demultiplikationsgetriebe antreibt, das den „Sekundenzeiger“ jede Minute um eine Umdrehung und gleichzeitig den „Minutenzeiger“ um eine Umdrehung pro Stunde dreht und so Zeiten von bis zu 60 Minuten mit einer Genauigkeit von einer Zehntelsekunde erreicht.

## Elektronische

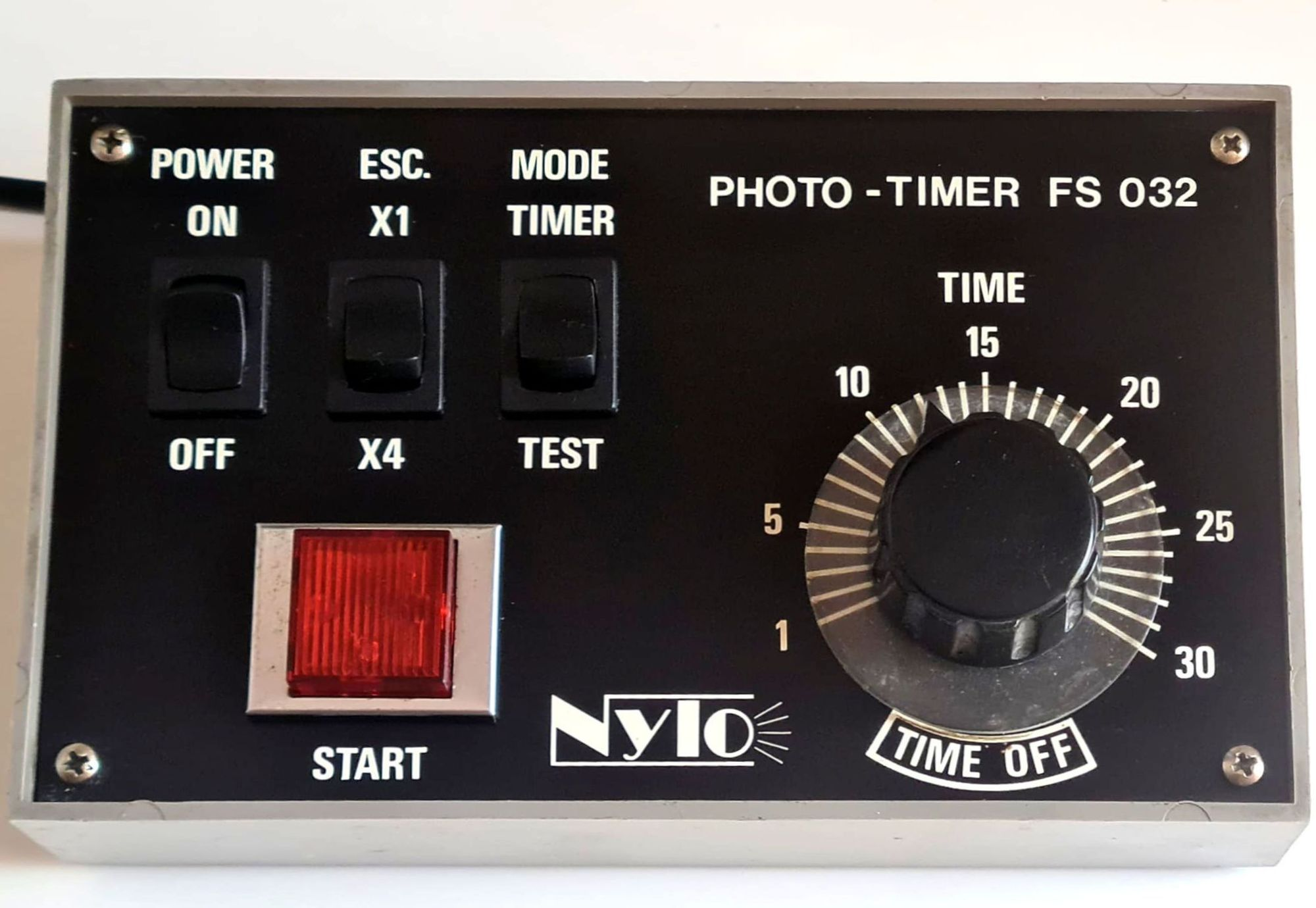
Elektronische Zeitschaltuhr.

Elektronische Zeitschaltuhren sind im Wesentlichen Quarzuhren mit spezieller Elektronik und können eine höhere Genauigkeit erreichen als mechanische oder elektromechanische Zeitschaltuhren. Elektronische Zeitschaltuhren haben eine digitale Elektronik, aber sie haben normalerweise eine analoge oder digitale Anzeige.
Integrierte Schaltkreise haben die digitale Logik so billig gemacht, dass eine elektronische Zeitschaltuhr heute kostengünstiger ist als die klassischen mechanischen oder elektromechanischen Zeitschaltuhren. Einzelne Timer werden als einfaches Ein-Chip-Computersystem implementiert, ähnlich einer Uhr und in der Regel mit der gleichen, massenproduzierten Technologie.

## Elektronische Belichtungsschaltuhr

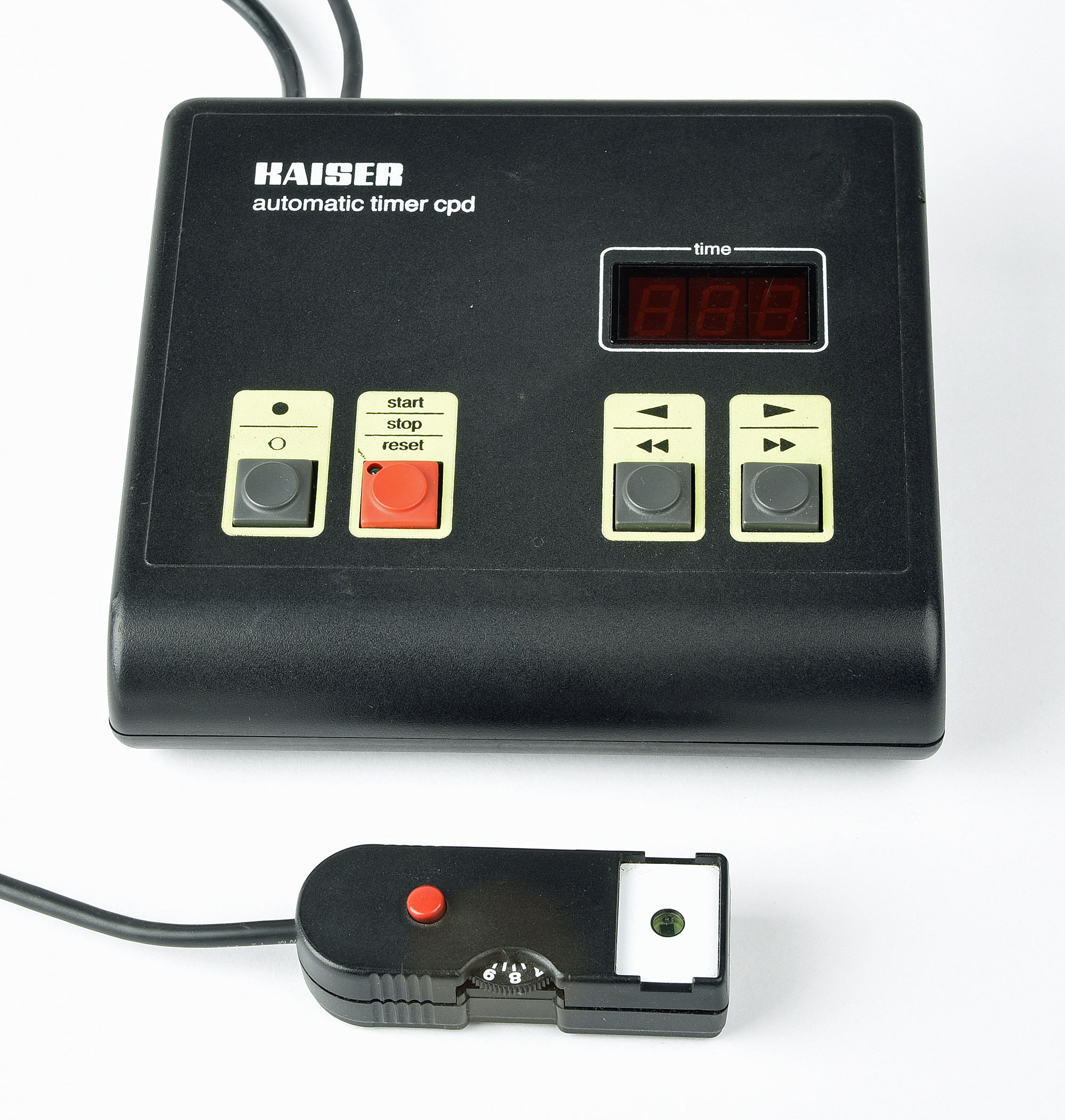
Kaiser laboruhr und Analysator

Es gibt einen automatischen Timer von Kaiser, Philips und anderen, der die Belichtungszeit entsprechend dem Licht regelt, das vom Vergrößerer auf das empfindliche Papier durch das Negativ projiziert wird:
Automatic Timer cpd: Schalt- und Belichtungsmessgerät für SW- und Colornegative und Dias. Belichtungsmessung selektiv oder integral über separaten Meßkopf mit farbkorrigiertem Silizium-Fotoelement und aufsteck barer Sammellinse. Dreistellige, bernstein-farbene Digitalanzeige. Starttaste und Start-bereitschaftsanzeige. Zeitablauf im Zeittakt rückwärts nach Null. Unterbrechung und Neustart der Restlaufzeit sowie Unterbrechung mit direkter Rückstellung auf die eingestellte Zeit möglich. Auch als Belichtungsschaltuhr mit manueller Zeitvorgabe einsetzbar. Zeiteinstellung über Step-up/Step-down-Tasten.

## Ausführungen

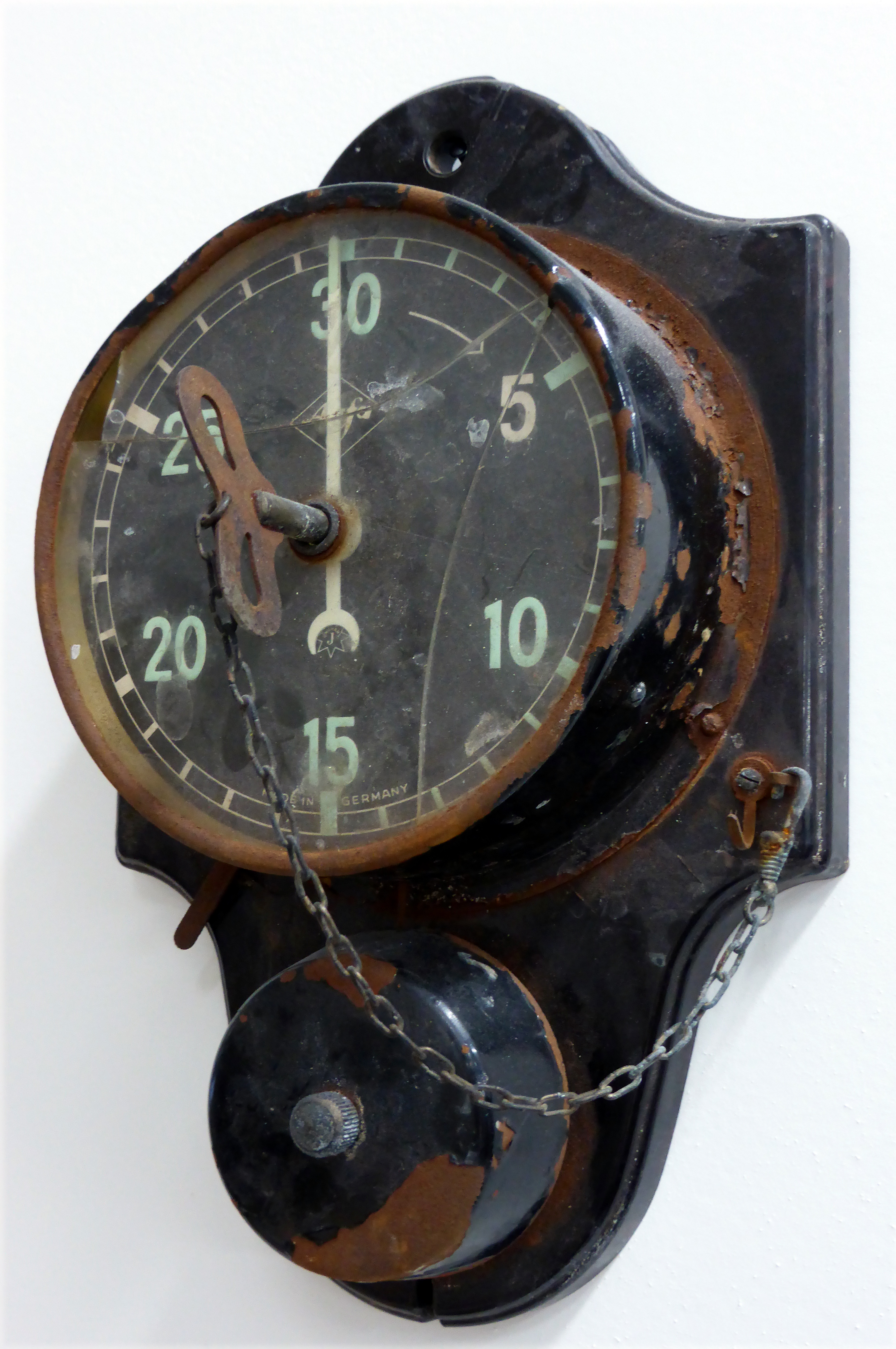
Historische Agfa Laboruhr mit Signalglocke
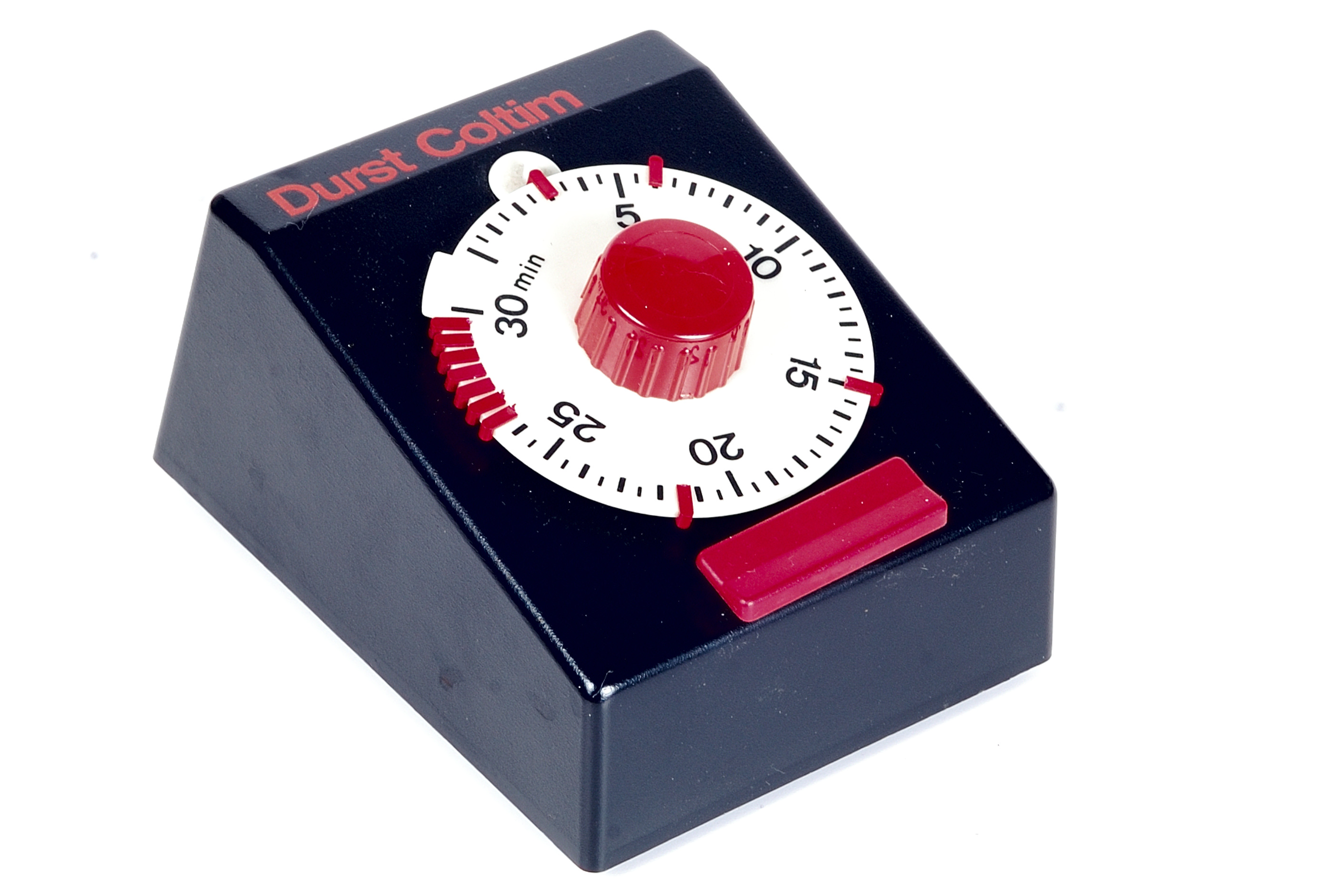
Laboruhr mit mehreren einstellbaren Zeiten von Durst
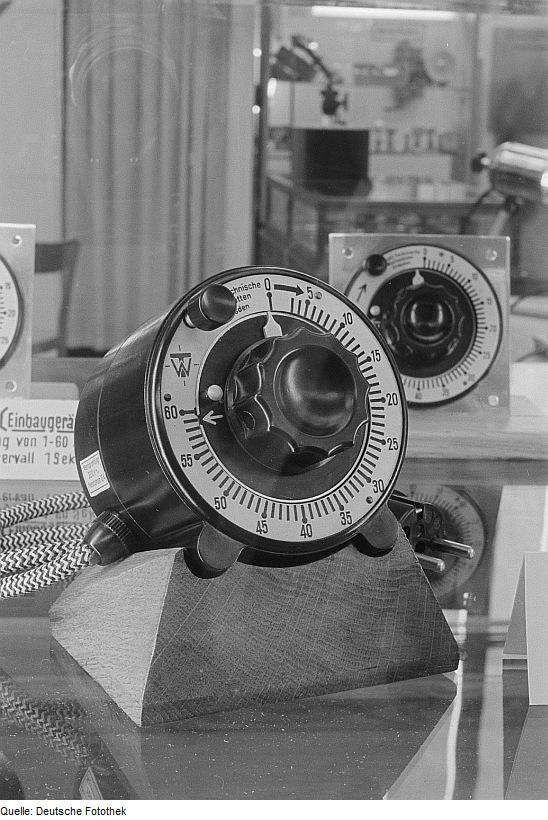
Fotothek Technische Werkstätten
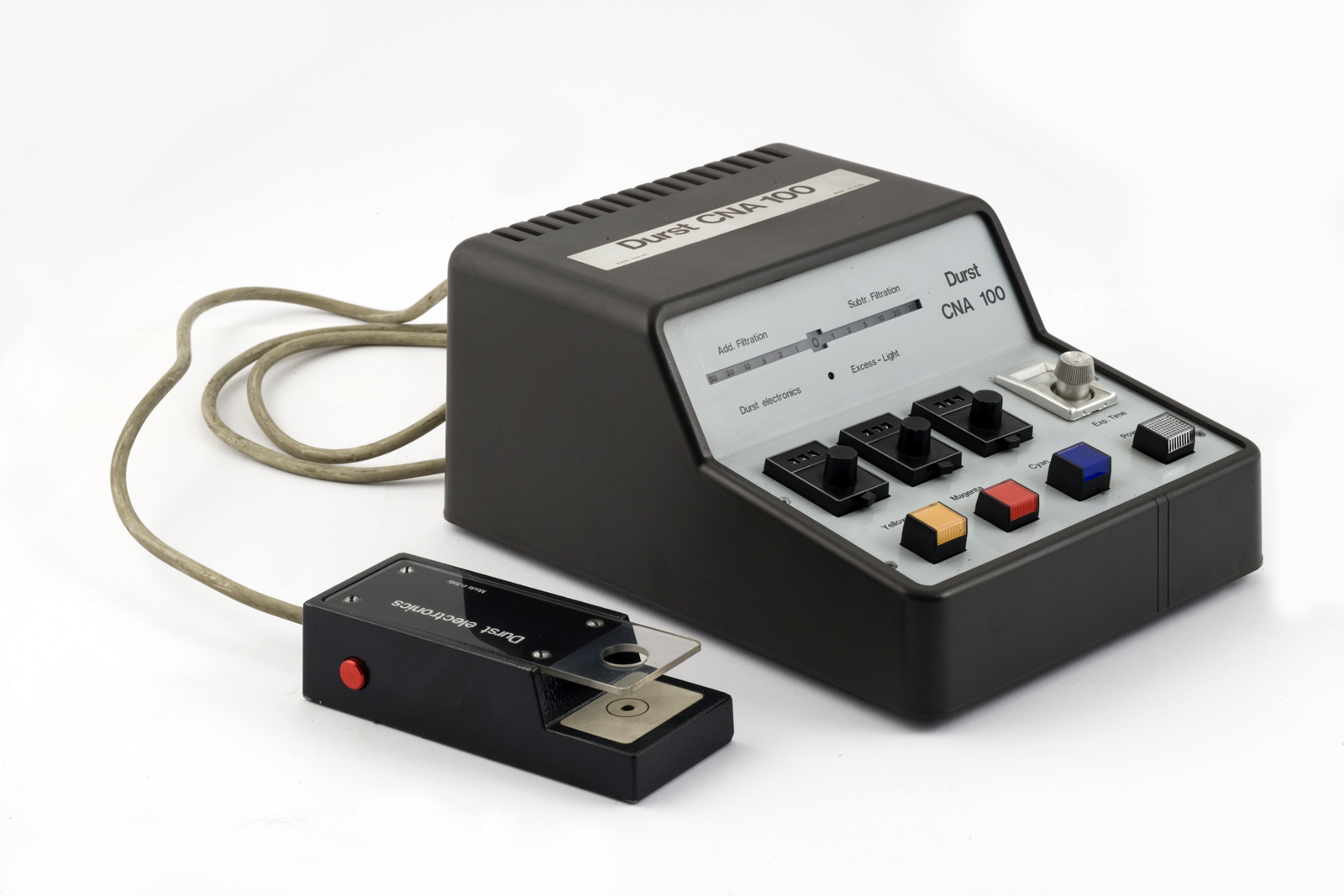
Elektronischer Timer und Analysator

## Alternative
Vergrößerungsgeräte mit Lichtmengenmessgerät messen die Lichtmenge pro Fläche unabhängig von der Vergrößerung und der Netzspannung und erlauben daher exaktere Belichtung.